# Hermann Mathieu
Hermann Mathieu, né le 27 juillet 1936 à Saint-Éphrem-de-Beauce et mort le 28 mai 1998 à Saint-Georges, est un notaire et homme politique québécois.